# Twentieth Anniversary Macintosh
Pour les articles homonymes, voir TAM et Spartacus.
Le Twentieth Anniversary Macintosh (le « Macintosh du vingtième anniversaire »), surnommé « TAM » ou encore « Spartacus », est un ordinateur conçu par Jonathan Ive pour Apple et sorti le 20 mars 1997 pour célébrer les vingt ans de la société (et non les vingt ans du Macintosh).
Il était d'un design futuriste, avec son écran plat intégré et son lecteur CD-ROM à chargement frontal. Il utilisait néanmoins des composants d'ordinateur classiques. Malgré son aspect luxueux (design futuriste, écran LCD, TV, radio, système audio Bose, repose-poignets en cuir, etc.), il souffrit de son prix très élevé (7 500 $ à son lancement) et de la faiblesse de son processeur. Dix mois après son lancement, il était possible d'acquérir l'ordinateur pour moins de 2 000 $. Le problème fondamental du TAM était  ses performances, équivalaient à celles d’un Power Macintosh 6500, qui était vendu à un prix largement inférieur de 1 800 $ à son lancement. 
Pour un coût supplémentaire, il était possible de se faire livrer et installer le TAM par une personne habillée en smoking et transportée en limousine.

## Distribution
Le Twentieth Anniversary Macintosh a été disponible à la vente uniquement aux États-Unis, au Japon, en France, en Allemagne et au Royaume-Uni. Une poignée de machines a été envoyées à Apple Australie également.
12 000 unités ont été fabriquées, 11 601 furent vendues, dont 600 en France. Les 399 restantes ont été conservées par Apple pour être utilisées par le SAV.
Les modèles dans un bon état de fonctionnement sont devenus aujourd'hui des pièces de collection, particulièrement recherchées par les collectionneurs.
Les deux cofondateurs d'Apple, Steve Wozniak et Steve Jobs, en ont reçu un exemplaire.

## Caractéristiques
- processeur : PowerPC 603 32 bit cadencé à 250 MHz
- bus système 64 bit cadencé à 50 MHz
- ROM : 4 Mio
- RAM : 32 Mio, extensible à 128 Mio
- mémoire cache de niveau 1 : 32 Kio
- mémoire cache de niveau 2 : 256 Kio, extensible à 1 Mio
- disque dur ATA de 2 Go
- lecteur de disquette 1,44 Mo 3,5"
- lecteur CD-ROM 4x
- modem interne 33,6 kb/s Geoport
- écran LCD 12,1" intégré
- carte vidéo ATI 3D Rage II avec 2 Mo de VRAM (de type SGRAM)
- résolutions supportées :
  - 640 × 480 en 16 bit
  - 800 × 600 en 16 bit
- slots d'extension:
  - 1 slot d'extension PCI
  - 2 connecteurs mémoire de type DIMM 168 broches (vitesse minimale : 60 ns)
  - 1 slot Comm II occupé par le modem
- connectique:
  - 1 port SCSI DB-25
  - 2 ports série Mini Din-8 Geoports
  - 1 port ADB
  - sortie audio : stéréo 16 bit
  - entrée audio : stéréo 16 bit
- haut-parleur stéréo Bose intégrés + 1 caisson de basses
- dimensions : 438 × 419 × 254 mm
- poids : 6,8 kg
- alimentation : 140 W
- systèmes supportés : Système 7.6.1 à Mac OS 9.1